# 衰弱死
衰弱死（すいじゃくし）とは､身体的、または精神的に完全に衰弱し、その結果死に至ることである。

## 概要
衰弱死は言葉の通り「衰弱して死ぬ」ことだが、実際に身体が勝手に衰弱して死ぬことはほとんどない。衰弱死は必ずといっていいほど病気と併合して起こる死に方である。
病気による死は結核､肺炎等の呼吸器官の病気､癌の悪化等が原因である。また、服薬により治せるはずの病気でも､体力不足､年齢的に服用することができない、末期などの原因で治せず、死ぬ場合もある。副作用による死もその一環である。
衰弱死は病気の原因の一種ともいえる。その一方で、精神的に衰弱して死ぬ場合もある（後述）。
衰弱死は根本的に身体能力の低下による衰弱死、精神力の低下による死の二つに分けられる。

## 分類

### 身体的衰弱死
身体的（筋肉や免疫力）能力が低下し、その結果病気などにかかり死ぬことである。｢筋ジストロフィー病｣「筋無気力症」等の生まれつきの病気などが免疫力の低下等により悪化して死ぬことも衰弱死の一つと言える。身体的衰弱死のほとんどは体力の低下により強い薬が出せず、結局死んでしまうことや、手術が成功しても､拒絶反応による体力低下により病気にかかって死ぬこと、また、癌の悪化による死など、病死がほとんどをしめている。老化による免疫力の低下などによる死は最も代表的な衰弱死である。

### 精神的衰弱死
仕事の状況､学校生活等の日常ストレスの他に、苛め、暴力、低評価などによるストレスが加担し、精神的に衰弱していく。その過程でなるのが鬱病などの精神障害である。
精神的衰弱による死は正式には「精神が壊れて死ぬ」ということではなく、鬱病などにかかり、精神的に極限状態に持ち込まれた場合、自殺をはかるケースがある。他に物事に集中できなくなっていた状態による事故、無気力症による死、精神ダメージが大きく、免疫力が低下したことによる病死、心中等が挙げられる。